# 앙투안 로랑 드 쥐시외

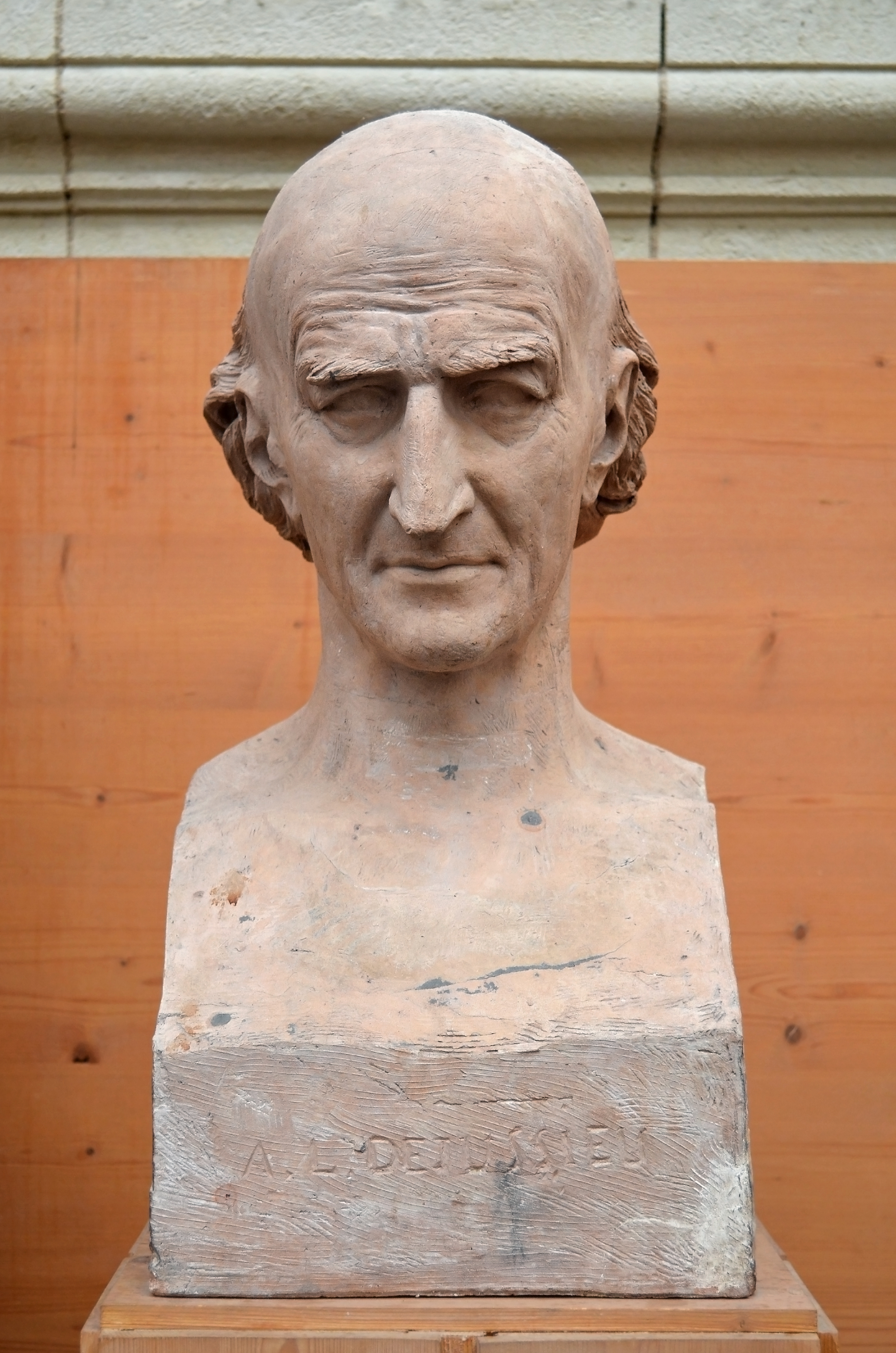
다비드 당제의 앙투안 로랑 드 쥐시외 흉상(1837)

앙투안 로랑 드 쥐시외(프랑스어: Antoine Laurent de Jussieu, 1748년 4월 12일 ~ 1836년 9월 17일)는 프랑스의 식물학자로 속씨식물의 자연적 분류를 최초로 발표한 것으로 유명하다. 그의 시스템의 대부분은 오늘날에도 여전히 사용되고 있다.

## 삶
쥐시외는 1748년 프랑스 리옹에서 아마추어 식물학자의 10남매 중 하나로 태어났다. 그의 아버지의 세 남동생도 식물학자였다. 그는 1765년에 삼촌 베르나르와 함께 의학을 공부하기 위해 파리로 갔고, 1770년에 생리학에 관한 논문으로 박사학위를 취득했다. 1773년  과학 아카데미에서 미나리아재비과의 분류에 관한 강의를 듣고 그해 회원으로 선출되었다.
1789년 쥐시외의 Genera plantarum 이 출판된 후 프랑스 혁명 (1789-1799)이 일어났다. 그는 혁명적 원칙을 고수하고 파리 시 정부의 직위에 임명되어 모든 병원을 관리하는 임무를 맡았다. 1808년 나폴레옹은 그를 대학의 고문으로 임명했다.
그는 1826년까지 박물관에 남아 있었고, 그의 아들 아드리앙 앙리 가 계승했다. 박물관에서 그는 많은 논문을 발표했다.

## 작업
쥐시외의 식물 분류 체계는 특성의 상대적 가치를 기반으로 하여 자연 분류 체계의 기초가 되었다. 그의 시스템은 1773년 미나리아재비과에 관한 논문에서 처음 출판되었다. 그랑 트리아농 정원에서 그의 숙부의 작업을 기반으로 식물 배열에 관한 논문에서 개념을 더욱 발전시켰다.
Genera plantarum (1789)에서 쥐시외는 여러 성질를 사용하여 그룹을 정의하는 방법론을 채택했다.